# Ашли Бенсън
Ашли Виктория Бенсън (на английски: Ashley Victoria Benson) е американска актриса.

## Ранни години
Ашли е родена на 18 декември 1989 г. в Анахайм, Калифорния, САЩ. Дъщеря е на Шанън Хард и Джеф Бенсън. Има по-голяма сестра – Шайлейн.
На 4 години започва да танцува балет и хип-хоп и пее соло в коледните служби за 2500-членна Църква. На 5 години позира за танцов каталог, а на 8 години става лице на „The Ford Modeling Agency“. Участва и в музикални клипове.

## Кариера
Кариерата ѝ започва през 1999 г. Участва в много реклами, но бързо преминава към киното и телевизията. Участва във филми, като Истуик, Свърхестествено, Събудих се на 30, Коледен Купидон, От местопрестъплението: Маями.
Част е от актьорския състав на сериала на ABC Family, базиран на поредицата на Сара Шепърд – „Малки сладки лъжкини“. Там изпълнява ролята на Хана Марин, една от „лъжкините“. Участва и във филма „Купонджийки“, където заменя Ема Робъртс. Партнира си със Селена Гомес и Ванеса Хъджинс.

## Личен живот
От 2018 до 2020 г. Бенсън е обвързана с манекенката и актриса Кара Делевин. Към 2021 г. има връзка с музиканта Джи-Ийзи.

## Филмография

### Филми
- 2004 – Събудих се на 30
- 2005 – Neighbors Mindy – Минди
- 2007 – Bring It On: In It to Win It – Карсън
- 2008 – Fab Five: The Texas Cheerleader Scandal – Brooke Tippit
- 2008 – Bart Got a Room
- 2010 – Коледен Купидон – Кейтлин Куиин
- 2011 – The Hate List
- 2011 – Ten Year
- 2012 – Купонджийки – Брит
- 2012 – Time Warrior
- 2015 – Ratter
- 2015 – Пиксели
- 2018 – Her Smell

### Телевизия
- 2002 – Ники
- 2002 – The District – Мелиса Хоуел
- 2002 – Западнато крило
- 2004 – Силно лекарство – Ейприл
- 2004 – 2007 – Days of Our Lives – Абигейл Девероу
- 2005 – Седмото небе – Маргот
- 2005 – Зоуи 101 – Кандис
- 2006 – Ориндж Каунти – Райли
- 2008 – Свръхестествено – Трейси в епизод 7, сезон 4
- 2008 – От местопрестъплението: Маями – Ейми Бек
- 2009 – 2010 – Истуик – Миа Торколети
- 2010 – 2017 – Малки сладки лъжкини – Хана Марин
- 2011 – I-Карли
- 2013 – Как се запознах с майка ви – Карли Уиттейкър
- 2013 – Рейвънсууд – Хана Марин

### Музикални клипове
- 2002 – True Love – Lil Romeo
- 2007 – That Girl – NLT
- 2010 – Black Light – One Call
- 2012 – Honestly – Hot Chelle Rae

## Награди и номинации
| Година | Награда                | Категория                                                            | Продукция            | Резултат  |
| ------ | ---------------------- | -------------------------------------------------------------------- | -------------------- | --------- |
| 2011   | Young Hollywood Awards | Каст за гледане (споделена с Троян Белисарио, Луси Хейл и Шей Мичъл) | Малки сладки лъжкини | Победител |
| 2011   | Youth Rock Awards      | Rockin’ Actress – TV                                                 | Малки сладки лъжкини | Победител |